# Elpida Karamandi
Elpida Karamandi (vlaško Elpida Caramandi, makedonsko Елпида Караманди), aromunska jugoslovanska partizanka in narodna herojinja Jugoslavije, * 11. januar 1920, Florina, Grčija, † 3. maj 1942, Bitola.
Rodila se je 1. januarja 1920 v Florini v Grčiji v aromunski družini. Njena mati se je ločila in se preselila k sorodnikom v Bitolo, ki je bila takrat del Kraljevine Jugoslavije, kjer se je ponovno poročila. Odraščala in šolala se je v Bitoli, nato pa nadaljevala študij v Beogradu, kjer je leta 1939 postala članica Pokrajinskega komiteja Zveze socialistične mladine Jugoslavije (SKOJ) za Makedonijo. Ko se je začela druga svetovna vojna, se je vrnila v Bitolo. Junija 1941 se je pridružila Zvezi komunistov Jugoslavije, vendar je njeno delovanje odkrila bolgarska policija in jo aretirala. Po izpustitvi je nadaljevala z odporniškim delom proti okupatorju. Poznana je bila po partizanskem psevdonimu Nada ali Bisera.
Aprila 1942 je zapustila Bitolo in se pridružila Prvemu bitolskemu partizanskemu odredu. 3. maja 1942 je odred obkolila bolgarska policija. Ujeli so jo težko ranjeno in je kasneje umrla v bolgarskem ujetništvu po mučenju. 11. oktobra 1951 je bila razglašena za jugoslovansko narodno herojinjo.

## Zapuščina
Leta 1984 je Jugoslavija Karamandijevo počastila z izdajo znamke v sklopu serije narodnih herojev Jugoslavije. V Mestnem parku v Bitoli so ji postavili doprsni kip, ena izmed ulic v mestu pa nosi njeno ime.
V Bitoli se po njej imenuje Osnovna šola Elpide Karamandi, ustanovljena leta 1980.